# Slowenischer Kulturverein „SPD Dobrač“
Der slowenische Kulturverein  SPD Dobrač wurde am 29. November 1906 unter dem Namen Slovensko tamburaško in pevsko društvo Dobrač (Slowenischer Tamburizza- und Gesangsverein »Dobrač« (Dobratsch)), in Fürnitz/Brnca in Südkärnten gegründet. Ziel des Vereins der lokal ansässigen Kärntner Slowenen war die Stärkung des slowenischen Identitätsbewusstseins durch geselliges Musikschaffen. Es ist der älteste aktive Verein in der Gemeinde.

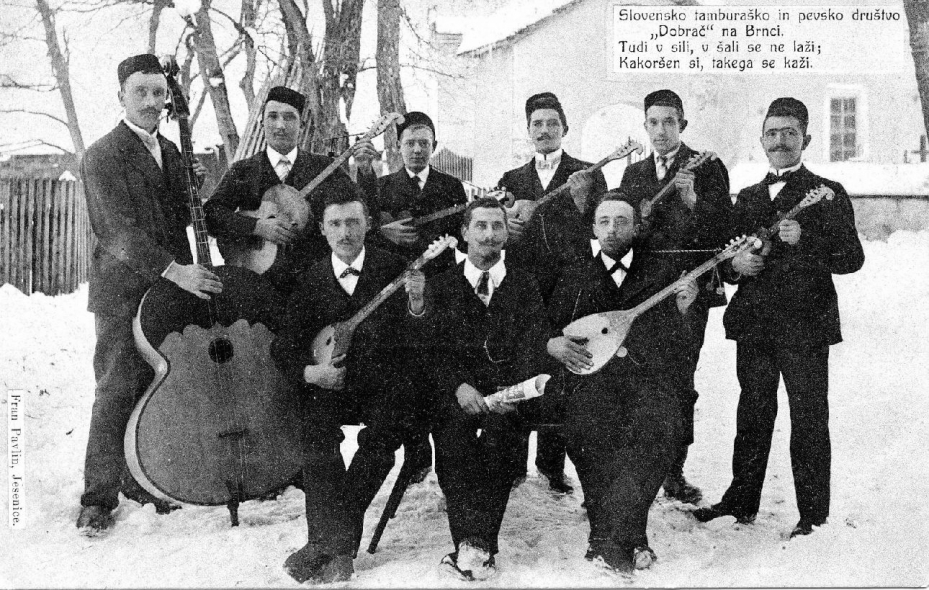
Slowenisches Tamburica Ensemble aus Fürnitz / Brnca in Kärnten um 1905

## Gründung
Im Jahr 1901 kam der Händler, Mesner und Organist Janez Miklavič aus Rinkenberg/Vogrče im Jauntal/Podjuna nach Fürnitz/Brnca im Gailtal/ Zilja. Er war voller Ideen für den Chorgesang und die Musik. Obwohl er erst 25 Jahre alt war, gelang es ihm alsbald die Jugend um sich zu versammeln und er gründete einen ersten Kirchenchor, der auch slowenische Volkslieder sang.
1903 begann unter seiner Leitung auch die Tamburicagruppe zu musizieren.
Der Verein wurde schließlich 1906 formell gegründet. Unter den Gründungsmitgliedern waren neben Janez Miklavič noch Michael Wielč (der erste Vereinspräsident), Ivan Kraicar, Tomaž Uršic und Karl Kacianka. Das Motto des Vereins lautete : Tudi v sili, v šali se ne laži ; Kakoršen si, takega se kaži [Auch in der Not und im Scherz lüge nicht : Zeige dich, so wie du bist].

## Aktivismus

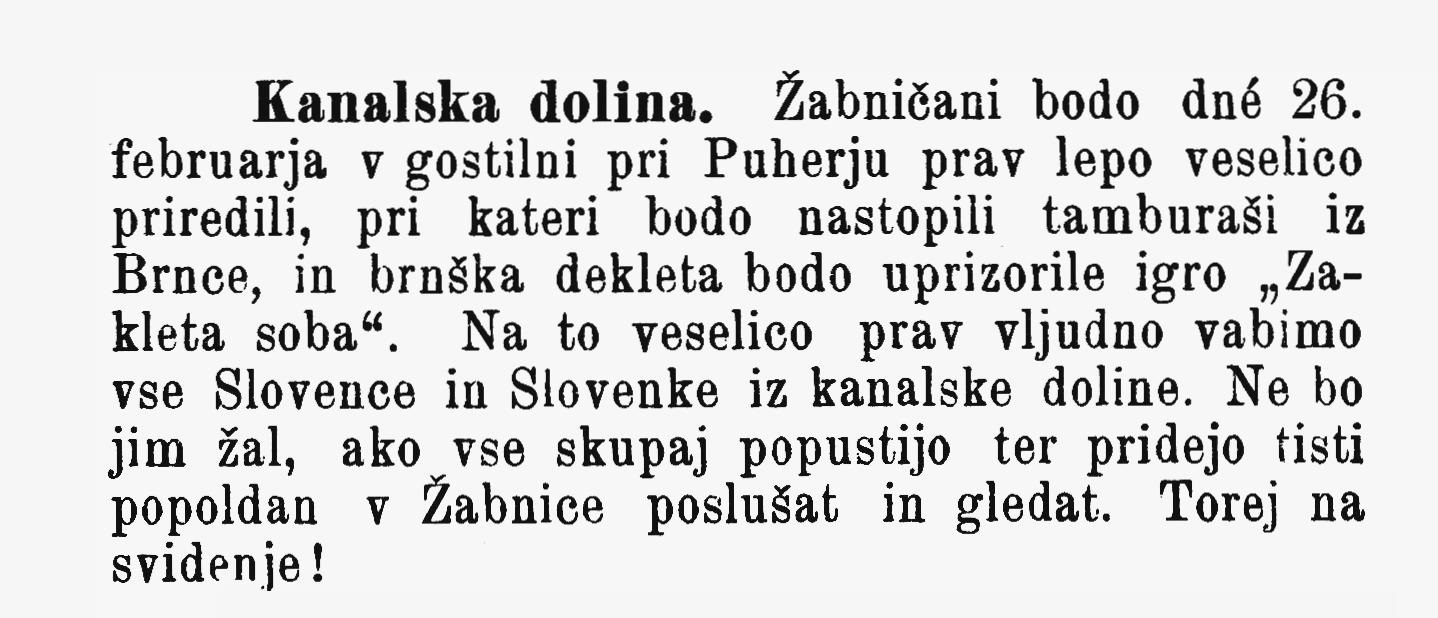
Einladung zum Auftritt des Vereins Dobrač aus Fürnitz im Gailtal (Kärnten) in Saifnitz im Kanaltal in Italien am 23. Februar 1905 (in: Koroški Slovenec)

Bereits am 26. Februar 1905 ist ein Auftritt der Tamburicachores aus Fürnitz/Brnca in Camporosso/Saifnitz/Žabnice bei Tarvis im Kanaltal, wo es in der Einladung in der Zeitung Koroški Slovenec dazu heißt:
Übersetzung: "Kanaltal. Am 26. Februar [1905] werden die Bewohner von Saifnitz (Žabnice) im Gasthaus Puher ein sehr schönes Fest veranstalten, bei dem die Tamburicaspieler aus Fürnitz auftreten und die Mädchen aus Fürnitz das Stück Das verzauberte Zimmer aufführen werden. Zu diesem Fest laden wir alle Slowenen und Sloweninnen aus dem Kanaltal herzlich ein. Sie werden es nicht bereuen, dass sie an diesem Nachmittag nach Saifnitz kommen, um zuzuhören und zuzusehen. Also auf Wiedersehen!"
Das ist gleichzeitig ein spannendes Zeitdokument der traditionell engen Bande zwischen den Slowenen des Gailtals und des Kanaltals – die im Übrigen denselben slowenischen Dialekt sprechen.

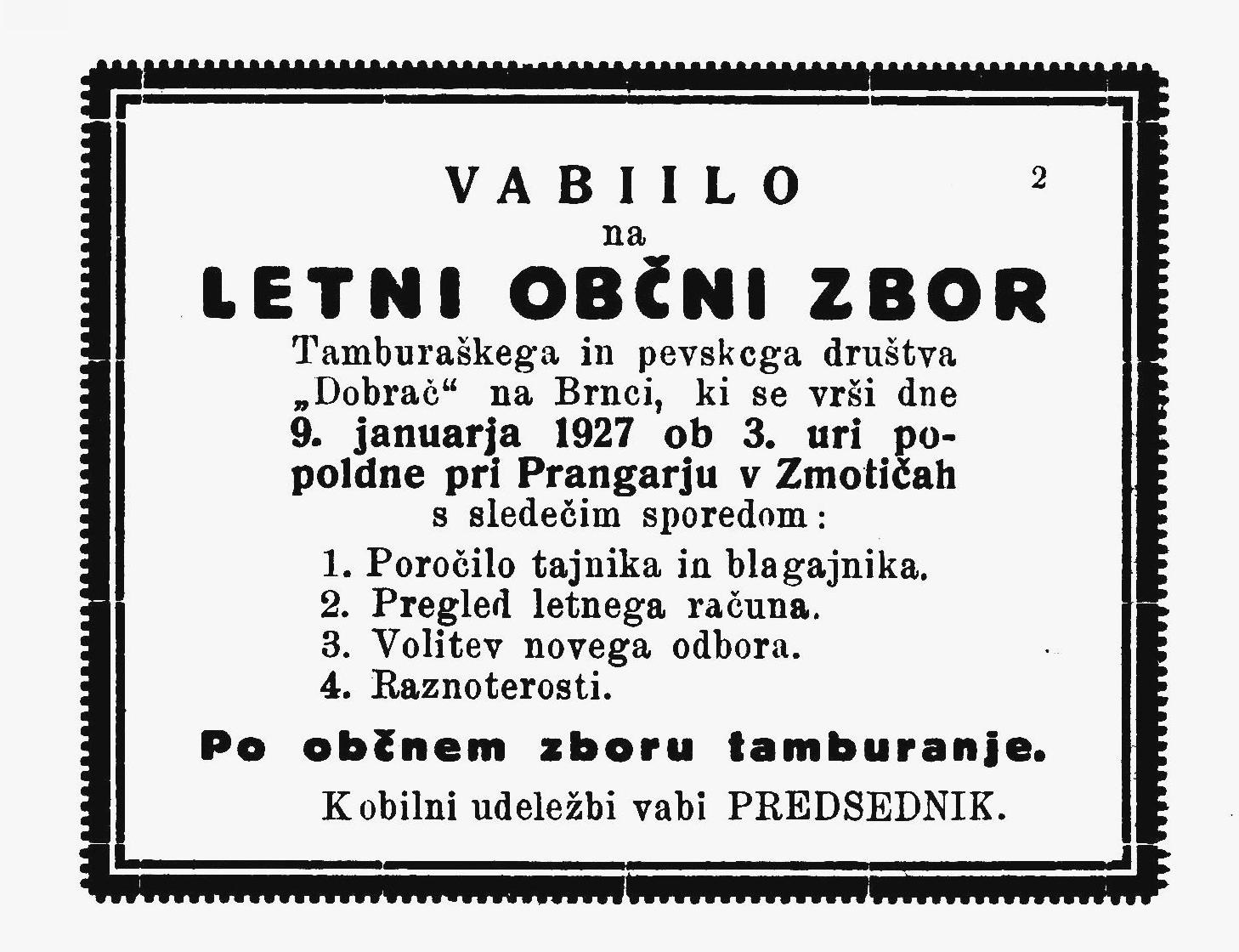
Einladung zur Jahresversammlung des slowenischen Kulturvereins Dobrač in Fürnitz vom 9. Januar 1917 (aus Koroški Slovenec)

Der Tamburica-Verein organisierte eigenständige Konzerte und trat bei Theaterspielen und Tanzveranstaltungen auf sowie im Gailtal bei Kirchtagen und Hochzeiten.
Mit seinen Gastspielen kam er bis Mellweg/Melviče bei Hermagor, wo ab 1910 der slowenische katholische Bildungsverein Katoliško slovensko izobraževalno društvo Melviče tätig war. Berühmt war er für seine Brnška polka (Fürnitzer Polka), die Janez Miklavič komponiert hatte. Der Verein hatte zwei Gesangsvereine, einen gemischten und einen Männerchor. Miklavič war jedoch nicht nur ein hervorragender Dirigent, sondern auch ein hervorragender Regisseur. 1908 führte der Verein als erster das Volksstück Miklova Zala (Die Zala vom Mikl-Hof) von Jakob Sket auf (und zwar noch nach dem Manuskript von Jaka Špicar). Dieses Stück sollte in der Folge aufgrund seiner Metaphorik der Unterdrückung und Sehnsucht nach deren Überwindung große Beliebtheit im ganzen slowenischen Sprachraum erlangen. Aufgeführt wurde auch die Operette Kovačev študent (Der Student des Schmieds) und zahlreiche weitere Stücke.
Bevor die Vereinsmitglieder ihr eigenes Vereinshaus gründeten, führten sie ihre Veranstaltungen im Gasthaus pri Grobnu und später auch im Gasthaus pri Prangarju (Pranger) in Sigmontitsch/Zmotiče auf.
Die feierliche Eröffnung des Vereinshauses am 14. November 1909 wollten die Deutschnationalen gewaltsam verhindern. Wegen Schulden musste der Verein das Haus 1918 wieder verkaufen. Nach dem Ersten Weltkrieg übernahm Janez Gallob, vulgo Marko, die Leitung des Vereins, der auch die Schauspielgruppe leitete. Den Chor übernahm nach Miklavič der Organist Hanzej Kropiunik. Mit ihm feierte der Chor große Erfolge weit über Fürnitz hinaus. 1931 wurde das Brnški sekstet (Fürnitzer Sextett) gegründet, mit dem in Salzburg die erste Schallplatte mit kärntnerslowenischen Liedern aufgenommen wurde.
Die historischen Aufnahmen des Fürnitzer Männersextets mit slowenischen Volksliedern sind auch ein Zeugnis des slowenischen Gailtaler Dialekts: "Moški sekstet Brnca - Jes sǝm an buǝrǝn pavǝr" (Ich bin ein armer Bauer) und "Moški sekstet Brnca - Vse tə ŭuštne liəte moje" (All die meinen lustigen Jahre).
Am 6. Juni 1937 wurde im Gasthaus pri Prangarju in Sigmontitsch/Zmotiče der Ziljski dan (Gailtaler Tag) veranstaltet, an dem alle slowenischen Gailtaler Vereinsgruppen teilnahmen. Die Veranstaltung wurde von über 600 Besuchern aus allen Gebieten Südkärntens besucht. Das Schauspiel Madona v gozdu (Maria im Walde) verboten die Nazis 1939.
1941 wurde jegliche slowenische Vereinstätigkeit untersagt und der Verein behördlich aufgelöst. Nach dem Krieg wurde der Verein unter dem Namen Slovensko prosvetno društvo Dobrač (Slowenischer Kulturverein Dobrač) wiedergegründet.

## Aktuelles Vereinsleben
Der slowenische Kulturverein ist bis heute eingetragen und aktiv, obschon sich die sprachliche Landschaft sehr stark verändert hat.
Hervorzuheben sind die Kindertheatergruppe (Otroška gledališka skupina SPD Dobrač na Brnci) von 1996 bis 2019, ein Kinderchor (otroški zbor Smuklce), der 10 Jahre von 2004 bis 2014 bestand und im Juni 2023 mit wieder belebt wurde. Zu erwähnen ist auch der Chor Mozaik (Pevska skupina Mozaik (Brnca)). Es wurden 13 Premieren aufgeführt und 100 Gastspiele in Österreich, Slowenien und Italien gegeben.
Im Oktober wurde der 115 Jahrestag der Gründung des Vereins begangen.
Am 11. Juni 2023 betitelte die slowenische Kirchenzeitung Nedelja einen Beitrag Novo obdobje za SPD Dobrač (Eine neue Ära für den Kulturverein Dobrač) und bezog sich auf den wiederbelebten Kinderchor Smuklce. Im Oktober 2023 wurde das 40-jährige Jubiläums der slowenischsprachigen Theatertätigkeit in Fürnitz anlässlich einer erfolgreichen Aufführung im Gasthaus Pranger begangen.
Der Kulturverein SPD Dobrač ist Teil der „Initiative zur Erhaltung der Flur- und Hausnamen“. Dies ist eine freiwillige Vereinigung von slowenischen Kulturvereinen, Gemeinschaften und Einzelpersonen in Südkärnten, die eigeninitiativ und unter der Betreuung der Dachorganisationen Slowenischer Kulturverband / Slovenska prosvetna zveza (SPZ) und Christlicher Kulturverband / Krščanska kulturna zveza (KKZ) sowie mit fachlicher Unterstützung des Slowenischen Volkskundeinstituts Urban Jarnik / Slovenski narodopisni inštitut Urban Jarnik seit Beginn des 21. Jahrhunderts für die Erhaltung der slowenischen Flur- und Hausnamen in Kärnten sorgt. Deren Würdigung erhielten diese Bemühungen 2010 durch die Aufnahme der slowenischen Flurnamen in Kärnten in das UNESCO-Verzeichnis des immateriellen Kulturerbes.